# Freenet
Freenet é uma plataforma peer-to-peer de comunicação anticensura. Ele usa um sistema de arquivos distribuídos descentralizado para manter e fornecer informações, e tem uma suíte de software livre para publicação e comunicação na Web, sem medo de haver censura. Ambas Freenet e algumas de suas ferramentas associadas foram originalmente desenvolvidas por Ian Clarke, que definiu a meta da Freenet como proporcionar a liberdade de expressão na Internet, com forte proteção do anonimato.
Uma exposição sobre P2P não estaria completa sem mencionar a Freenet. A prioridade da Freenet é a liberdade de expressão e o anonimato. Para obter isso, a comunicação entre os nós é cifrada, assim como a informação armazenada em cada nó. O usuário contribui com um pedaço do seu HD, mas ele não sabe o que exatamente está armazenado lá.
A rede responde adaptativamente a padrões de uso, replicando dinamicamente a informação para que ela fique mais próxima de onde ela é mais requisitada—o que tem sido chamado de transparent lazy replication. Isso otimiza o uso da banda e tem implicações que vão muito além do simples compartilhamento de arquivos.
A Freenet pretende ser um novo paradigma para a Internet. Quanto à questão do copyright, Ian Clarke é radical:
- "O problema central do copyright é que o seu cumprimento exige o monitoramento das comunicações, e você não pode ter garantia de liberdade de expressão se alguém está monitorando tudo o que você diz.(...)
- Você não pode garantir liberdade de expressão e cumprir a lei de copyright. É por essa razão que a Freenet, um sistema projetado para proteger a liberdade de expressão, tem de impedir o cumprimento do copyright."
  - O link original do projeto é freenetproject.org E é uma rede patrocinada e mantida por micro pagamentos voluntários.